# 荆州文庙
30°21′16″N 112°10′48″E / 30.35444°N 112.18000°E
荆州文庙位于中华人民共和国湖北省荆州市荆州区荆中路荆州市实验中学内，原为沙市的文庙，现为湖北省文物保护单位。
荆州文庙建于清康熙六十年（1721年），乾隆九年（1744年）和嘉庆元年（1796年）两次扩建。抗日战争中严重受损，现仅存大成殿和棂星门。大成殿面阔五间，进深三间，单檐歇山顶。

## 文物保护情况
1960年，被江陵县人民政府列为江陵县文物保护单位；2008年3月27日，被湖北省人民政府列为第五批湖北省文物保护单位。
其保护范围为：荆州文庙及周围一定范围。东、西面各至中轴线以外30米，南面至实验中学围墙，北面至荆中路。
其建设控制地带为：以保护范围为界，四周各向外延伸30米。

## 相册

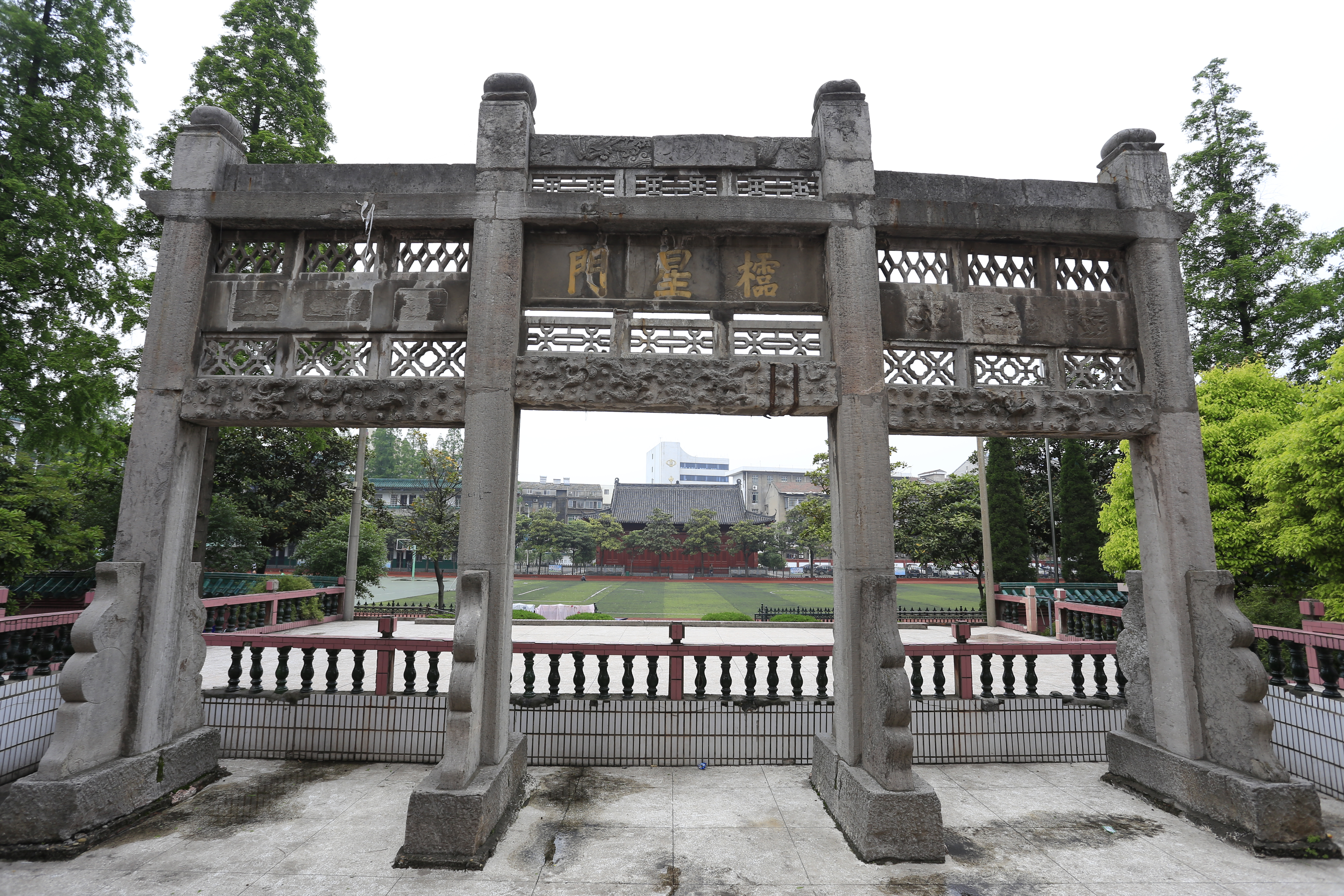
棂星门和大成殿
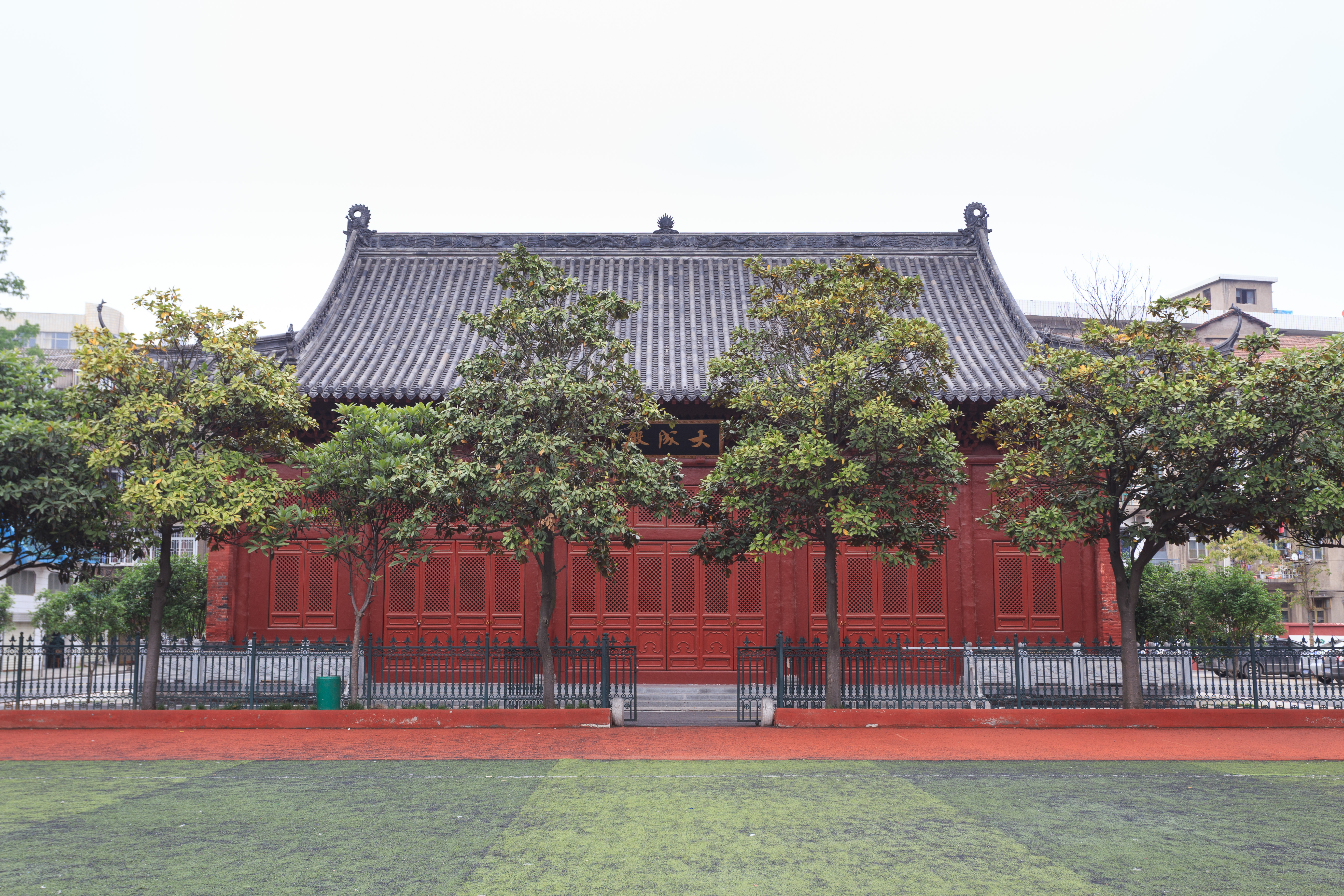
大成殿